# 雙琴書屋琴譜集成
《雙琴書屋琴譜集成》，古琴譜，清光緒甲申稿本，清谼子纂輯。

## 琴譜介紹
全譜共六卷，首卷有光緒十年春滇琅溪清谼子序，次爲琴音、琴律、品琴、品譜、旨歸、指法及祭孔廟、武廟樂章等。卷二至卷六，爲摘錄各家琴譜，共三十九曲。